# Auchenipterus
Auchenipterus — рід риб з підродини Auchenipterinae родини Auchenipteridae ряду сомоподібних. Має 11 видів.

## Опис
Загальна довжина представників цього роду коливається від 10 до 24 см. Присутній статевий диморфізм:, що виражається у розмірах вусиків, верхньої щелепи, анального плавця. Голова помірного розміру. Очі маленькі. Є 3 пари вусиків, з яких вусики (1 пара) на верхній щелепі довші ніж на нижній (2 пари). Тулуб помірно кремезний без луски. Спинний плавник короткий, зміщений до голови. Має сильний шип. Грудній плавці мають жорсткі шипи. Жировий плавець маленький. Анальний плавець доволі довгий. Хвостовий плавець добре розвинено, сильно розрізано.

## Спосіб життя
Це пелагічні риби. Воліють заболочені ділянки з чорною водою. Пристосовані до бідних киснем умов. Плавають невеличкими косяками. Активні вночі або присмерку. Вдень ховається серед листя водних рослин. Дорослі особини живляться рибою і великими хробаками, деякими плодами дерев.
Запліднення внутрішнє. При спарювання самці утримують самок за допомогою грудних плавців. З моменту запліднення до ікрометання проходить декілька місяців.

## Розповсюдження
Поширені в басейні річок Амазонка, Оріноко, Ла-Плата, Парнаїба, річках Французької Гвіани, Гаяни, Суринаму.

## Тримання в акваріумах
Для цих сомів підійде акваріум від 100—120 літрів. Фракція ґрунту не так важлива для рибок даного виду. Єдина умова — він повинен бути темних тонів. Рослинами засаджують 40 % від площі, в листі яких рибки люблять відпочивати. Вільним від них залишають ділянку вздовж переднього скла, де рибки люблять плавати і живиться. Освітлення повинне бути тьмяне. Утримувати краще групою від 5 особин. Сусідами можуть стати будь-які мирні рибки — тетра, сомики-корідораси. З технічних засобів знадобиться фільтр середньої потужності, для створення помірного течії, компресор. Температура утримання повинна становити 20—25 °C.

## Види
- Auchenipterus ambyiacus
- Auchenipterus brachyurus
- Auchenipterus brevior
- Auchenipterus britskii
- Auchenipterus demerarae
- Auchenipterus dentatus
- Auchenipterus fordicei
- Auchenipterus menezesi
- Auchenipterus nigripinnis
- Auchenipterus nuchalis
- Auchenipterus osteomystax